# 1724 год в науке
В 1724 году произошли различные научные и технологические события, некоторые из которых представлены ниже.

## События
- 22 января — учреждение Академии Наук Петром I.[1]
- 27 января — открытие Сестрорецкого оружейного завода.
- 8 февраля — Пётр I издал указ об учреждении в Петербурге Академии наук и Академической гимназии (ныне — университет)[2].
- 23 декабря — Начало экспедиции Витуса Беринга.
- Виноделом Реми Мартеном основана фирма по производству коньяков «Реми Мартен».
- Основано старейшее издательство Англии «Лонгман».
- На Адмиралтейских верфях создали первую подводную лодку крестьянина Ефима Никонова.
- Даниил Бернулли выпустил «Математические этюды», принесшие ему известность.
- Голландским врачом Германом Бурхаве (Hermann Boerhaave)[3] впервые описан спонтанный разрыв пищевода[4].

## Родились
- 22 апреля — Иммануил Кант, немецкий философ, родоначальник немецкой классической философии.
- 8 сентября — Никита Акинфиевич Демидов, русский промышленник.
- 25 декабря — Джон Мичелл, видный английский естествоиспытатель и геолог.

## Скончались
- 18 ноября — Лоренсу де Гусман, Бартоломеу, один из пионеров конструирования летательных аппаратов легче воздуха.